# 3. Nefi
3. Nefi je název oddílu v Knize Mormonově, americkém náboženském díle, které roku 1830 vydal Joseph Smith. Její děj se má odehrávat kolem roku 385 př. n. l. Za autora je tradičně považován prorok Mormon. Autorem však může být také americký teolog z 19. století, Joseph Smith.

## Vznik a pozadí
3. Nefi je součástí Knihy Mormonovy - náboženské knihy mormonského náboženství, která byla sepsána (přeložena) Josephem Smithem na počátku 19. století. Panují pochyby o to, zda je kniha skutečným historickým dokumentem.

## Autorství
Autorství je připisováno Nefimu, který byl synem Helamanovým.